# مدارس الفرير (مصر)
مدارس الفرير هي مدارس كاثوليكية أنشئت في يوليو سنة 1858 م، وقد أهدى الخديوي سعيد باشا أرضها إلى الإخوة الرهبان الذين أسسوها، وقد تخرج فيها العديد من مشاهير وزعماء الأمة. واستقبلت المدرسة حين إنشائها كلّا من أبناء الفقراء والأغنياء على حد سواء، في سنة 1864 أرسل إليها الخديوي إسماعيل 12 من شباب الأسرة العلوية بهدف إعدادهم لشغل بعض الوظائف الرئيسية في الدولة.

## تاريخ المدرسة
أسس رهبانية “إخوة المدارس المسيحية” المعروفة باسم «الفرير» الكاهن القديس جان باتيست دي لاسال. وقد أنشأ هذه الرهبانية في رنس بفرنسا سنة 1684. استدعى النائب الرسولي للاتين بمصر إخوة المدارس المسيحية من فرنسا، ليقوموا بتثقيف وتربية النشء المصري. فوصلت أول مجموعة منهم إلى الإسكندرية في يونيو 1847، وفي شهر يوليو من نفس السنة افتتحوا بدير الآباء اللعازريين ثلاثة فصول للتعليم، ضمت مائة وعشرين تلميذًا. وانتقلوا بعد ذلك سنة 1852 إلى دير سانت كاترين بالإسكندرية، وأنشأوا فيه أول مدرسة رسمية لهم في مصر.
في 15 فبراير 1854، وبناءً على طلب الآباء الفرنسيسكان، أنشأوا أول مدرسة لهم بالقاهرة في حي الموسكي بدرب الجنينة. وفي عام 1860، شيدوا مدرسة الخرنفش التي ما زالت قائمة حتى اليوم، على الأرض التي وهبها إياهم الخديوي إسماعيل.
في عام 1997، وصل عدد مدارس الفرير إلى ست مدارس: أربع في القاهرة واثنتان في الإسكندرية. ومنذ سنة 1984 وصلت إلى صعيد مصر، حيث يدبر اثنان منهم مدرسة لجمعية الصعيد المسيحية في بلدة البياضية بالقرب من ملوي، يعمل الفرير أيضًا في مركزين للتأهيل المهني بالمساء، وبالقاهرة افتتحوا مركز تأهيل لشباب العمال.
في سنة 1840 في فترة حكم محمد علي زار مصر الأب (إتين) Pere Etienne الرئيس العام للعازرين في سوريا، وقد فام محمد على بعرض إنشاء بعض المدارس في محاولة بغرض تطوير التعليم في مصر.
كان محمد علي يبدي اهتمام كبير بالتعليم، وجاء عرضه على الأب إتين في إطار حركة التعليم وإنشاء المدارس التي انتشرت في عهده.
بعدها أنشأت الأرسالية الفرنسية أول ثلاث مدارس كاثولكية في مصر، هي:
- مدرسة الراعي الصالح (بون باستير) للبنات سنة 1845 في الموسكي بمنطقة درب البرابرة
- مدرسة فيان الإحسان ومدرسة العازريين 1846
- في نهاية عهد عباس الأول أنشئت مدرسة الفرير بالخرنفش سنة 1854.

قدم محمد علي للعازاريين حصنا قديما بجوار كنيسة سانت كاترين، وأقيمت كنيسة ودراسة مجانية سنة 1874 ودعوا الفرير (Freres de la Doctrine chretienne) لمساعدتهم في التعليم، فتسلموا المدرسة وعاش العازاريون والفرير معًا خمس سنوات.
وفي سنة 1852 ترك الفرير للعازراريين مدرستهم، لينشؤوا مدارس خاصة بهم.
لجأ الفرير عقب انفصالهم عن العازاريين إلى الآباء الفرنسسكان، وفي سنة 1853 وضعوا حجر الأساس لبناء مدرستهم “كلية سانت كاترين”، وفي سنة 1854 قرروا الفرير على أن يمدوا نشاطهم التعليمى إلى القاهرة، فافتتحوا فيها أول مدرسة لهم في 15 فبراير 1854، وجعلوها كمدرسة الإسكندرية قسمين: قسم يدفع تلاميذه مصروفات دراسية وآخر يتعلم تلاميذه بالمجان، وأعطوا لمدرستهم اسم كلية سان جوزيف، أو القديس يوسف، نسبة إلى القديس يوسف النجار، راعي السيد المسيح والعائلة المقدسة، التي يعتبر عيده في أول مايو هو العيد العالمي للعمال، فقد حمل لقب شفيع المربين والمعلمين.
انتعشت مدرستهم بفضل الهبة التي منحهم إياها سعيد باشا في سنة 1859، وهي أرض بشبرا أقاموا عليها مدرسة، واستبدلوا أرض الخرنفش، بالإضافة إلى 30 ألف فرنك، وأظهر الفرير في عملهم إخلاصاً ونشاطاً أكسبهم محبة القاهريين وجعلت لمدرستهم المكانة الأولى بين المدارس الأوربية بمصر.
وفي سنة 1872 كان بمدرسة الفرير 155 تلميذا بقسم المصروفات و 50 تلميذا بالقسم المجاني، وكان الإقبال على مدارس الفرير من الكثرة لدرجة أنها لم تكن تمنح المجانية إلا للتلامذة الذين ينتمون إلى الكاثوليكية.

## التطور التاريخي للمدرسة
في سنة 1855 بدأت الدراسة في المدرسة الجديدة بفضل التبرعات السخية من أبناء الحي، واستقبلت المدرسة أبناء الفقراء والأغنياء على حد سواء، وفي فصول متجاورة.
وفي سنة 1858 أهدى سعيد باشا خديوي مصر إلى الأخوة الرهبان قطعة أرض في حى الخرنفش (الجمالية) في القاهرة، لبناء مدرسة، سميت بمدرسة القديس يوسف.
وفي سنة 1864 أرسل الخديوي إسماعيل 12 من شباب الأسرة العلوية، لتلقي العلم في مدرسة القديس يوسف بالخرنفش بهدف إعدادهم لشغل بعض الوظائف الرئيسية في الدولة.
ومع حلول سنة 1890 افتتح قسم الحقوق، وفي سنة 1907 افتتح قسم التجارة في مدرسة الخرنفش، وفي عام 1919 أثناء ثورة مصر كان الزعيمان سعد زغلول ومصطفى كامل من تلاميذ مدرسة القديس يوسف.
سنة 1956 تم انتقال القسم الثانوي من مدرسة القديس يوسف بالخرنفش إلى مدرسة دي لا سال بالظاهر، ودي لاسال هو اسم القديس يوحنا دي لاسال مؤسس رهبانية أخوة المدارس المسيحية (الفرير)، الذي وضع علمه في خدمة أبناء الفقراء، وترك منزله وعاش مع المعلميين وتخلى عن مكانته ككاهن، وترك ثروته ليؤسس الأخوة.
وفي سنة 1957 ضمت مدرسة الخرنفش تلاميذ مراحل الحضانة والابتدائي والإعدادى من المدارس ذات المصروفات الرمزية، وما زال هذا الأمر موجود لليوم، وفي سنة 1994 افتتح مركز التدريب المهني في مدرسة القديس يوسف.
الدكتور حسين بهاء الدين، وزير التعليم الأسبق، افتتح سنة 1995 المبنى الجديد لمدرسة القديس يوسف بالخرنفش، وفي عام 1999 افتتح القسم الثانوي.

## مدارس الفرير الحالية في مصر
- مدرسة الفرير بباب اللوق Collège des Frères in Bab al-Louk, Cairo
- مدرسة الفرير دي لاسال بالظاهر Collège de la Salle in Daher, Cairo
- مدرسة القديس يوسف بالخرنفش Collège Saint Joseph in Khoronfish, Cairo
- مدرسة سان بول بشبرا Collège Saint Paul in Shobra, Cairo
- كلية سان مارك بالإسكندرية Collège Saint Marc in Alexandria.[2]
- مدرسة القديس أغسطينس الفرير بالمحلة الكبرى.

## المشاهير الذين درسوا بالمدرسة
من الفنانين: نجيب الريحانى وفريد الأطرش وأنور وجدي ورشدي أباظة، بالإضافة إلى الشاعر حسين السيد.
ومن السياسيين: مصطفى كامل وإسماعيل صدقي، ومصطفى فهمي باشا وعدلي يكن وعلي صبري وعصمت عبد المجيد.